# Villers-Saint-Christophe
Pour les articles homonymes, voir Villers et Saint-Christophe.
Villers-Saint-Christophe est une commune française située dans le département de l'Aisne, en région Hauts-de-France.

## Géographie

### Transports en commun routiers
La localité est desservie par les autocars du réseau inter-urbain Trans'80, Hauts-de-France (ligne no 51, Mesnil-Bruntel - Saint-Christ-Briost - Ham).

### Hydrographie
La commune est située dans le bassin Artois-Picardie. Elle n'est drainée par aucun cours d'eau.

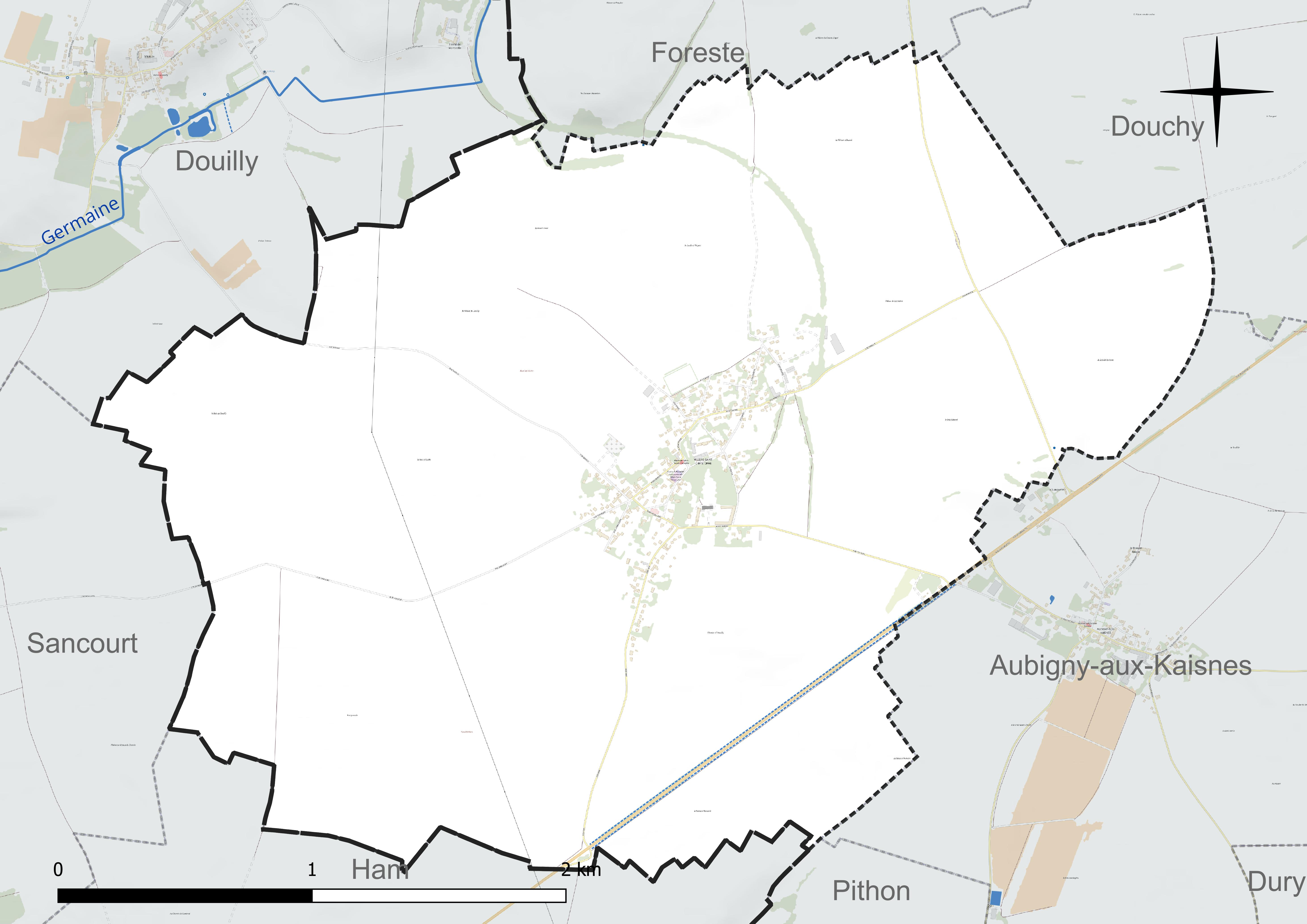
Réseau hydrographique de Villers-Saint-Christophe.

### Climat
Pour des articles plus généraux, voir Climat des Hauts-de-France et Climat de l'Aisne.
En 2010, le climat de la commune est de type climat océanique dégradé des plaines du Centre et du Nord, selon une étude du CNRS s'appuyant sur une série de données couvrant la période 1971-2000. En 2020, Météo-France publie une typologie des climats de la France métropolitaine dans laquelle la commune est exposée à un climat océanique et est dans la région climatique Nord-est du bassin Parisien, caractérisée par un ensoleillement médiocre, une pluviométrie moyenne régulièrement répartie au cours de l'année et un hiver froid (3 °C).
Pour la période 1971-2000, la température annuelle moyenne est de 10,3 °C, avec une amplitude thermique annuelle de 14,5 °C. Le cumul annuel moyen de précipitations est de 695 mm, avec 11,4 jours de précipitations en janvier et 9 jours en juillet. Pour la période 1991-2020, la température moyenne annuelle observée sur la station météorologique la plus proche, située sur la commune de Fontaine-lès-Clercs à 10 km à vol d'oiseau, est de 10,8 °C et le cumul annuel moyen de précipitations est de 683,4 mm,. Pour l'avenir, les paramètres climatiques de la commune estimés pour 2050 selon différents scénarios d'émission de gaz à effet de serre sont consultables sur un site dédié publié par Météo-France en novembre 2022.

## Urbanisme

### Typologie
Au 1er janvier 2024, Villers-Saint-Christophe est catégorisée commune rurale à habitat dispersé, selon la nouvelle grille communale de densité à 7 niveaux définie par l'Insee en 2022.
Elle est située hors unité urbaine. Par ailleurs la commune fait partie de l'aire d'attraction de Saint-Quentin, dont elle est une commune de la couronne,. Cette aire, qui regroupe 120 communes, est catégorisée dans les aires de 50 000 à moins de 200 000 habitants,.

### Occupation des sols
L'occupation des sols de la commune, telle qu'elle ressort de la base de données européenne d'occupation biophysique des sols Corine Land Cover (CLC), est marquée par l'importance des territoires agricoles (93,7 % en 2018), une proportion sensiblement équivalente à celle de 1990 (93,2 %). La répartition détaillée en 2018 est la suivante : 
terres arables (93,7 %), zones urbanisées (6,3 %).
L'évolution de l'occupation des sols de la commune et de ses infrastructures peut être observée sur les différentes représentations cartographiques du territoire : la carte de Cassini (XVIIIe siècle), la carte d'état-major (1820-1866) et les cartes ou photos aériennes de l'IGN pour la période actuelle (1950 à aujourd'hui).

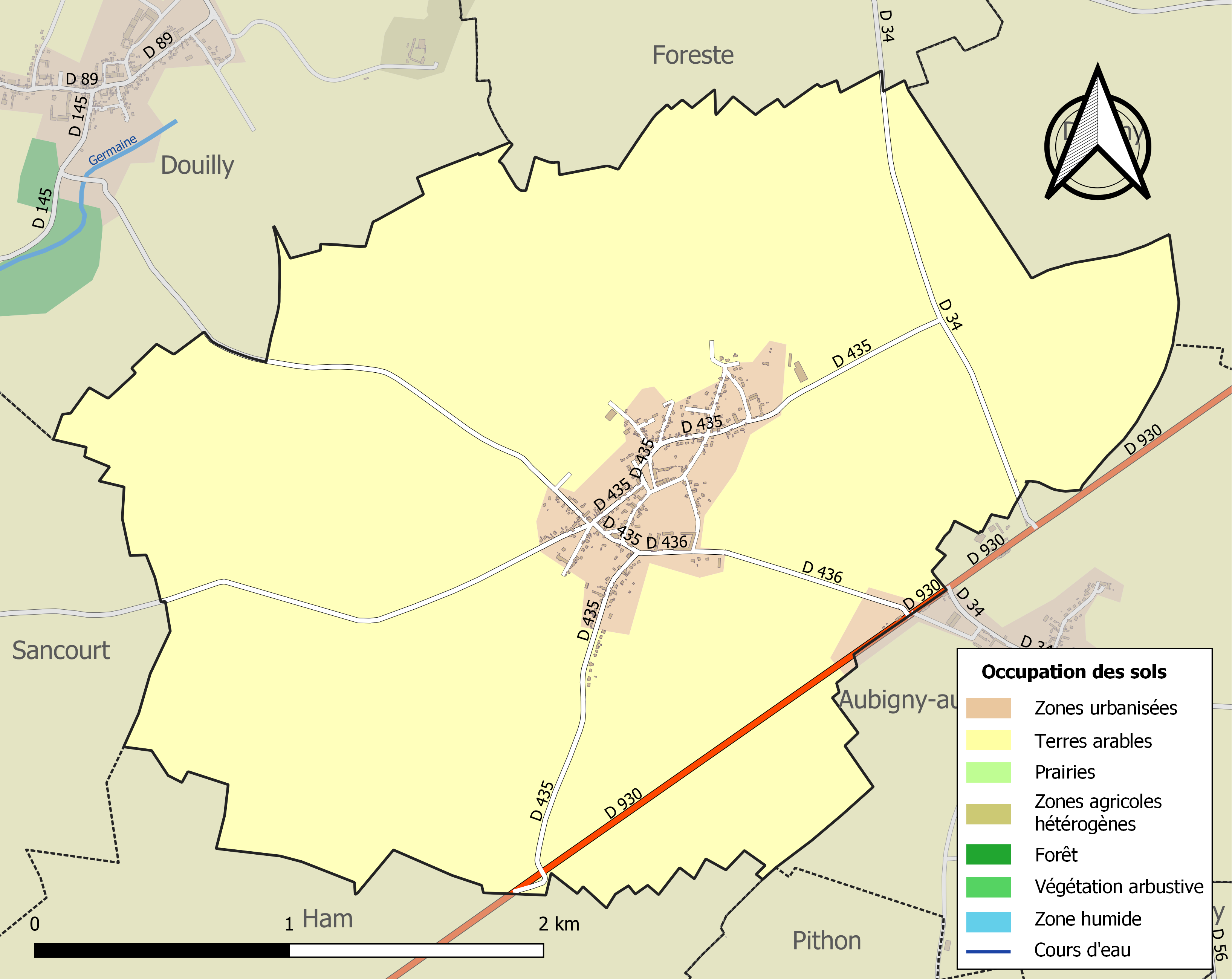
Carte de l'occupation des sols de la commune en 2018 (CLC).

## Toponymie
Le nom du village apparaît pour la première fois en 1383 sous l'appellation  de Villers-de lez-Ham-en-Vermandois.  Ce nom évoluera  en fonction des différents transcripteurs :Villers-emprès-Ham en 1436 dans un titre de l'Hôtel-Dieu de Saint-Quentin, Villiers-Saint-Christofle,  Villers-Sainct-Christofle, Villers-Saint-Christophe sur la Carte de Cassini au milieu du XVIIIe siècle. Dénommée Villers-l'Uni sous la Révolution en 1793, la commune reprendra son nom actuel en 1814
.
Villers a pour variante Villars, du latin villaris, dérivé de villa (« ferme »).
Saint-Christophe est un hagiotoponyme qui fait référence à Christophe de Lycie, l'église de la commune lui est, en partie, dédiée.

## Carte de Cassini

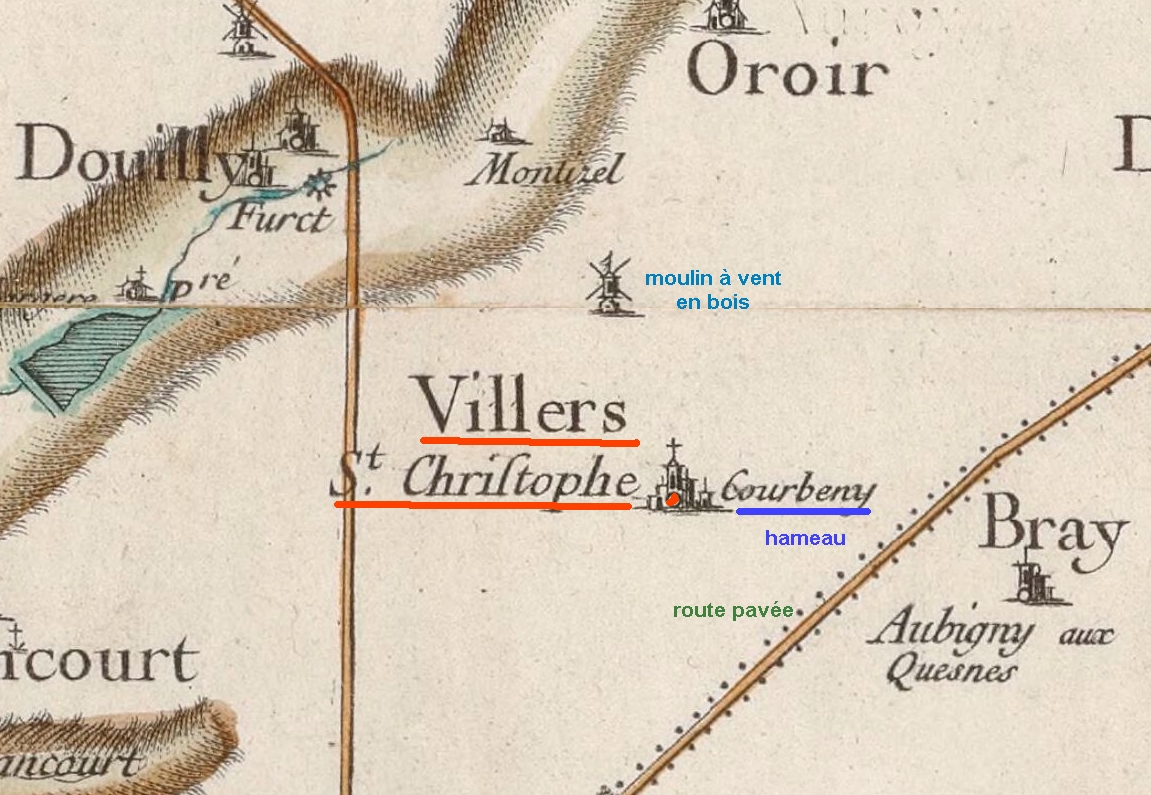
Carte de Cassini du secteur de Villers-Saint-Christophe. (vers 1750)
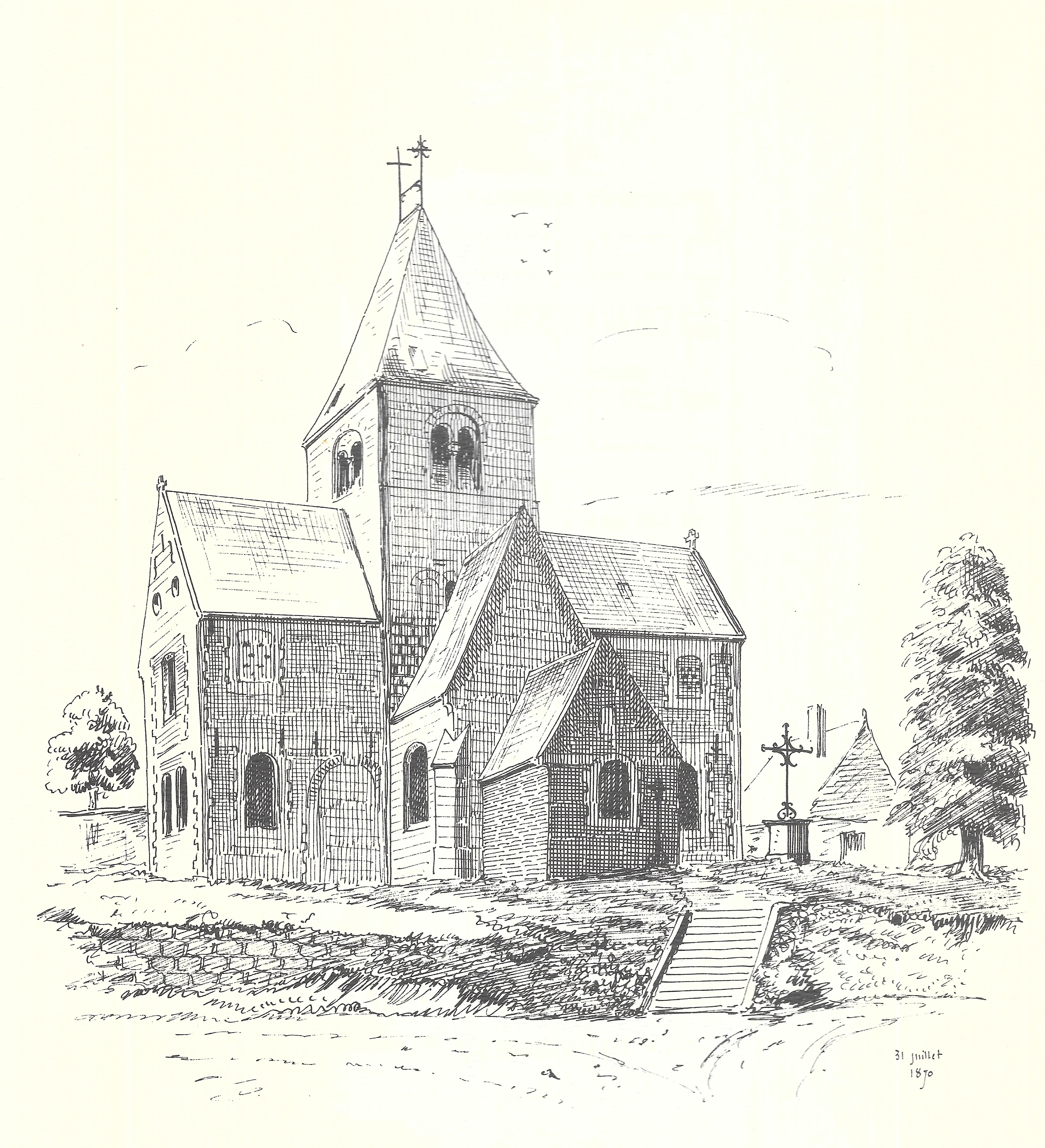
L'église en 1870. Dessin de Joachim Malézieux (1851-1906).

La carte de Cassini montre qu'au XVIIIè siècle, Villers-Saint-Christophe est une paroisse avec une église située à l'écart des routes pavées; les villages étaient reliés par des chemins de terre.
Un moulin en bois aujourd'hui disparu figure sur la carte au nord.

A l'ouest, le hameau de Gourbeny n'existe plus de nos jours.

## Politique et administration

La communauté d'agglomération du Saint-Quentinois dans le département de l'Aisne.

### Rattachements administratifs et électoraux
La commune se trouve dans l'arrondissement de Saint-Quentin du département de l'Aisne. Pour l'élection des députés, elle fait partie de la deuxième circonscription de l'Aisne.
Elle faisait partie depuis 1801 du canton de Saint-Simon. Dans le cadre du redécoupage cantonal de 2014 en France, elle est désormais intégrée au canton de Ribemont.

### Intercommunalité
La commune faisait partie de la communauté de communes du canton de Saint-Simon (C32S), créée fin 1994.
Dans le cadre des dispositions de la loi portant nouvelle organisation territoriale de la République (Loi NOTRe) du 7 août 2015, qui prévoit que les établissements publics de coopération intercommunale (EPCI) à fiscalité propre doivent avoir un minimum de 15 000 habitants (sous réserve de certaines dérogations bénéficiant aux territoires de très faible densité), le préfet de l'Aisne a adopté un nouveau schéma départemental de coopération intercommunale par arrêté du 30 mars 2016 qui prévoit notamment la fusion de la  communauté de communes du canton de Saint-Simon et de la communauté d'agglomération de Saint-Quentin, aboutissant au regroupement de 39 communes comptant 83 287 habitants.
Cette fusion est intervenue le 1er janvier 2017, et la commune est désormais membre de la communauté d'agglomération du Saint-Quentinois.

### Liste des maires
| Période                                  | Période                       | Identité                 | Étiquette | Qualité                                      |
| ---------------------------------------- | ----------------------------- | ------------------------ | --------- | -------------------------------------------- |
| Les données manquantes sont à compléter. |                               |                          |           |                                              |
| avant 1995                               | 2001                          | Jean-Claude Lamorinière  | DVD       |                                              |
| mars 2001                                | mars 2008                     | Bruno Fouquier d'Herouel |           |                                              |
| mars 2008                                | En cours (au 14 juillet 2020) | Denis Liesse             | DVG       | Fonctionnaire Réélu pour le mandat 2020-2026 |

## Population et société

### Démographie
L'évolution du nombre d'habitants est connue à travers les recensements de la population effectués dans la commune depuis 1793. Pour les communes de moins de 10 000 habitants, une enquête de recensement portant sur toute la population est réalisée tous les cinq ans, les populations de référence des années intermédiaires étant quant à elles estimées par interpolation ou extrapolation. Pour la commune, le premier recensement exhaustif entrant dans le cadre du nouveau dispositif a été réalisé en 2005.

En 2022, la commune comptait 419 habitants, en évolution de −4,56 % par rapport à 2016 (Aisne : −1,97 %, France hors Mayotte : +2,11 %).
| 1793 | 1800 | 1806 | 1821 | 1831 | 1836 | 1841 | 1846 | 1851 |
| ---- | ---- | ---- | ---- | ---- | ---- | ---- | ---- | ---- |
| 792  | 741  | 748  | 821  | 917  | 955  | 985  | 976  | 946  |

| 1856 | 1861 | 1866 | 1872 | 1876 | 1881 | 1886 | 1891 | 1896 |
| ---- | ---- | ---- | ---- | ---- | ---- | ---- | ---- | ---- |
| 977  | 987  | 976  | 890  | 871  | 866  | 797  | 817  | 810  |

| 1901 | 1906 | 1911 | 1921 | 1926 | 1931 | 1936 | 1946 | 1954 |
| ---- | ---- | ---- | ---- | ---- | ---- | ---- | ---- | ---- |
| 807  | 735  | 695  | 320  | 352  | 366  | 378  | 388  | 409  |

| 1962 | 1968 | 1975 | 1982 | 1990 | 1999 | 2005 | 2006 | 2010 |
| ---- | ---- | ---- | ---- | ---- | ---- | ---- | ---- | ---- |
| 422  | 398  | 387  | 437  | 430  | 437  | 457  | 456  | 472  |

| 2015 | 2020 | 2022 | - | - | - | - | - | - |
| ---- | ---- | ---- | - | - | - | - | - | - |
| 442  | 427  | 419  | - | - | - | - | - | - |

### Manifestations culturelles et festivités
- Pèlerinage de la Saint-Christophe avec bénédiction des voitures au mois de juillet.
- En 2008 et 2016, la commune accueille les cinquièmes et treizièmes[23]  journées internationales de la pomme de terre (PotatoEurope).

## Culture locale et patrimoine

### Lieux et monuments
- Église Saint-Christophe-et-Saint-Jacques, reconstruite après 1918.
- Monument aux morts.
- Croix Saint-Claude.
- Château.
- L'ancienne gare, aujourd'hui disparue, de la ligne de Saint-Quentin à Ham

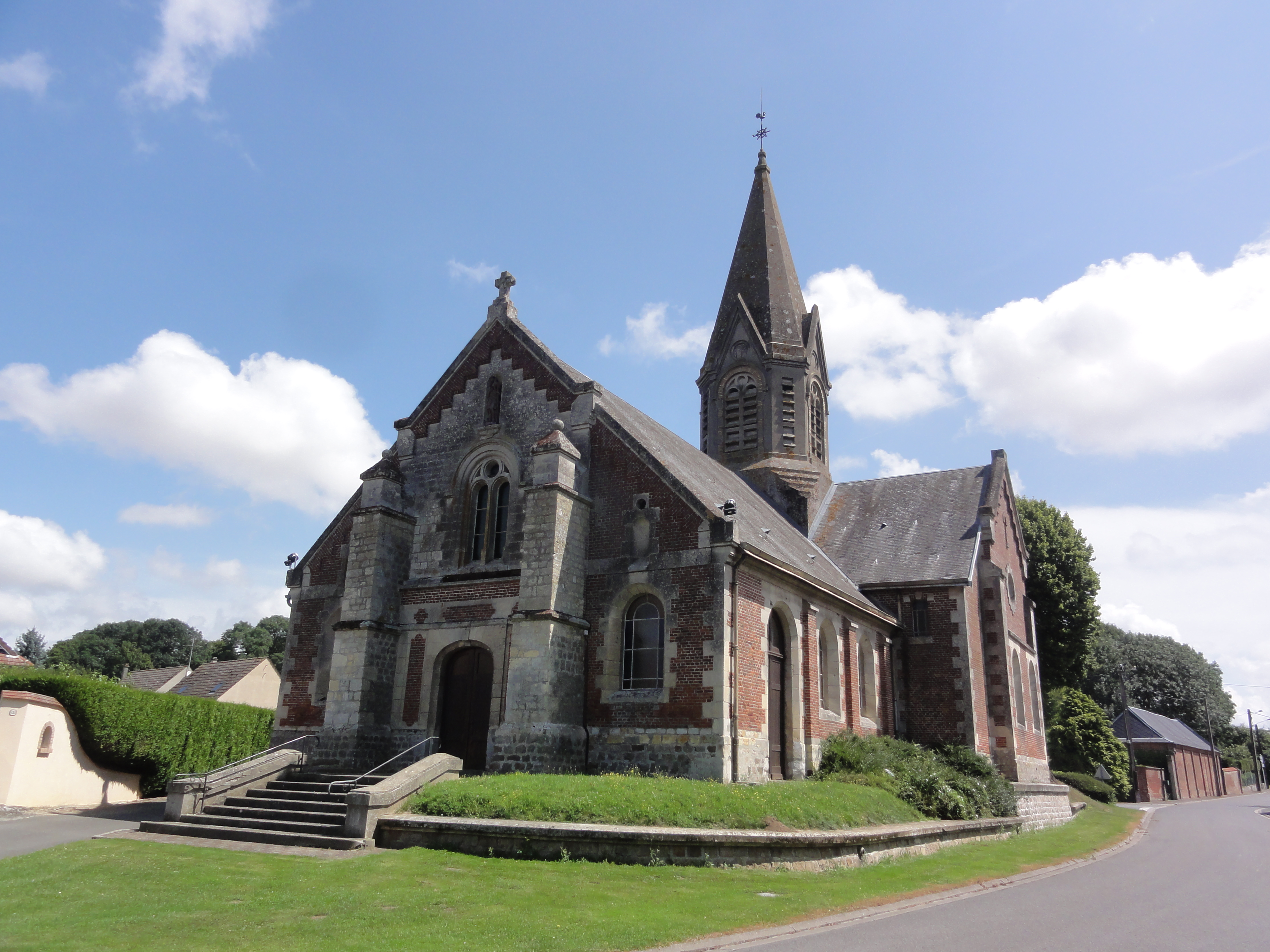
Église Saint-Christophe et Saint-Jacques.
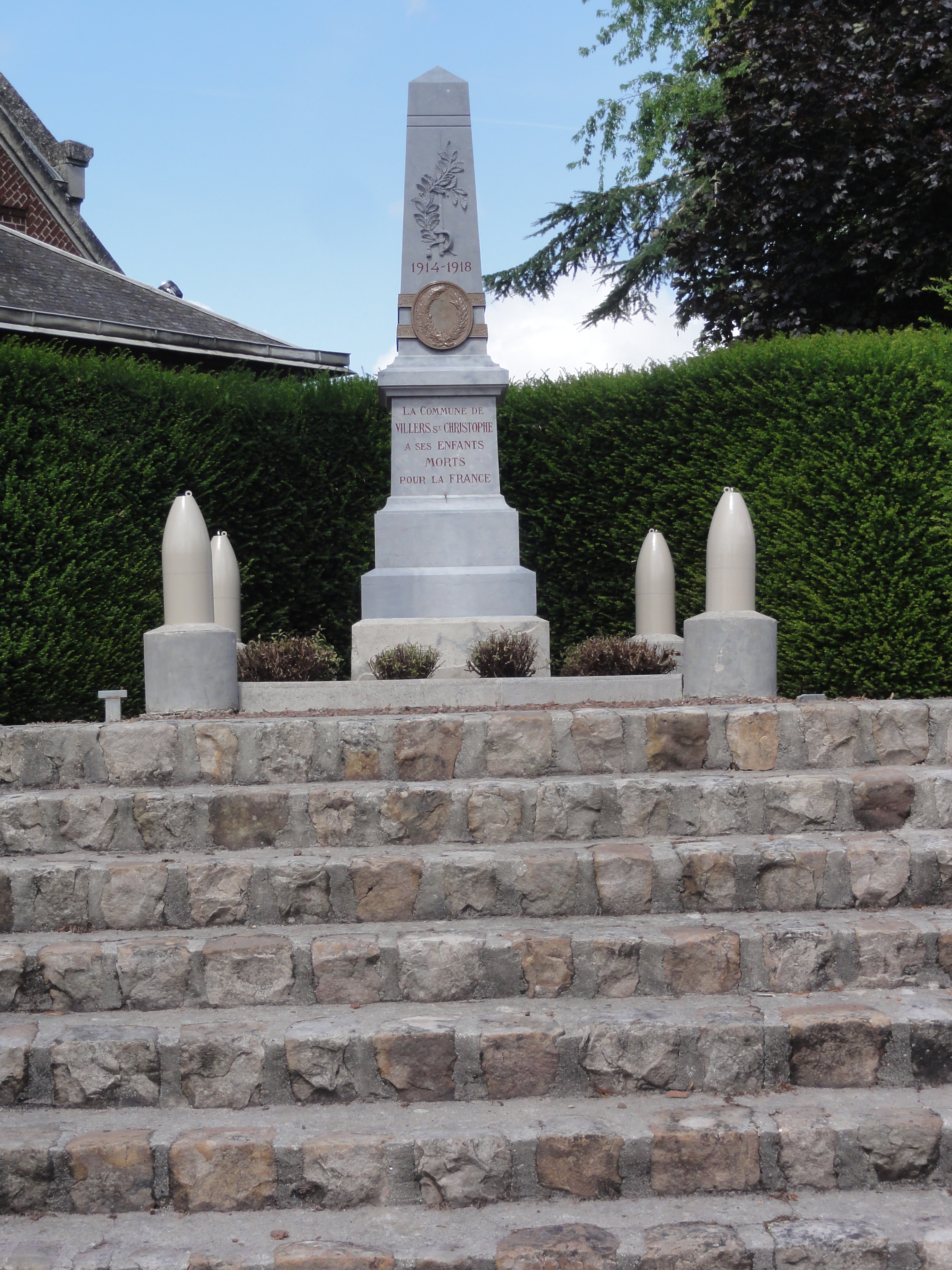
Monument aux morts.
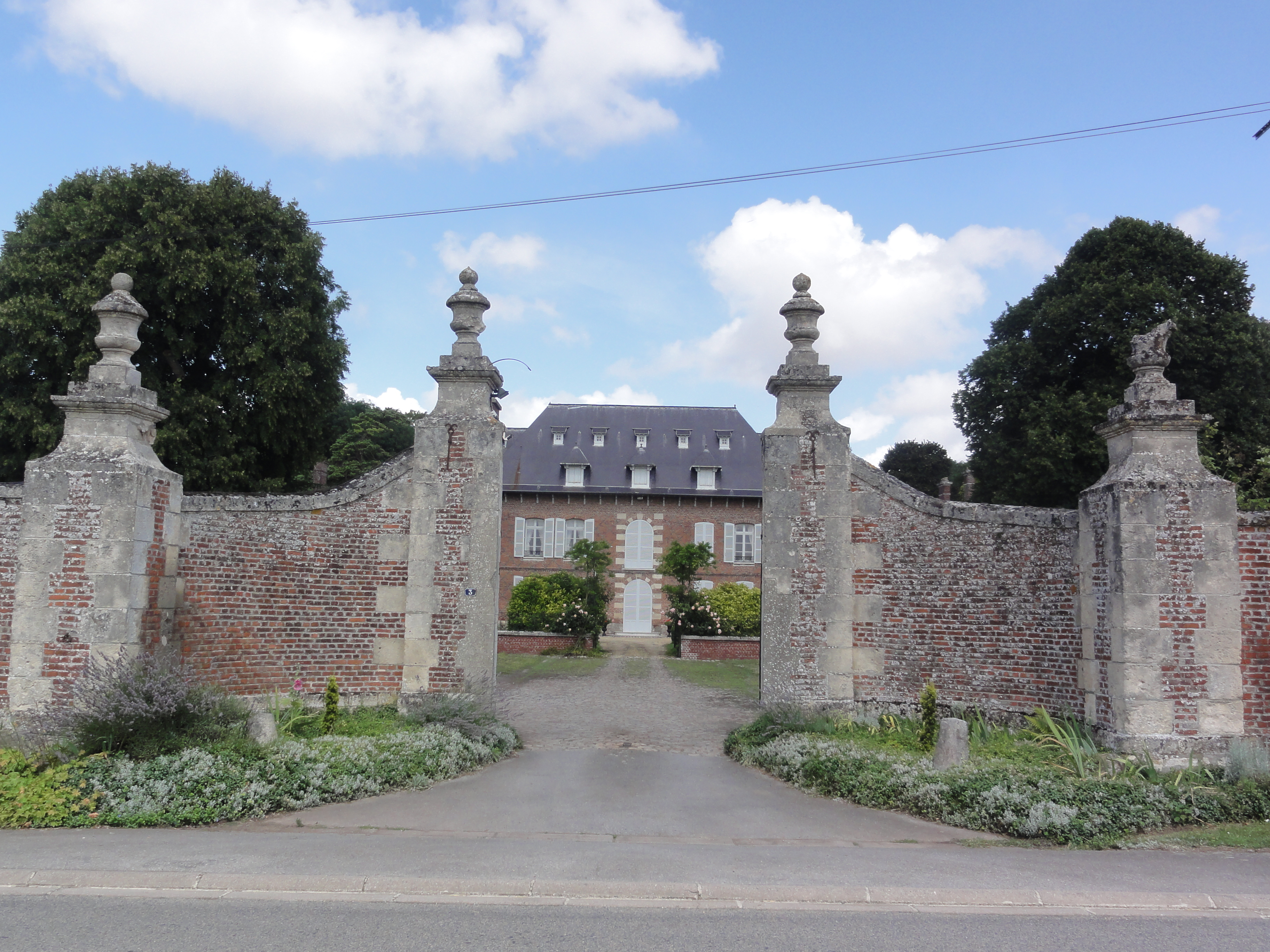
Château.

### Personnalités liées à la commune
Edmond-François-Hippolyte Lefèvre, curé de la commune de 1880 à 1924[réf. nécessaire][pourquoi ?].

### Héraldique
| Blason de Villers-Saint-Christophe | Blason  | D'or à trois roses de gueules pointées de sinople. |
| Blason de Villers-Saint-Christophe | Détails | Le statut officiel du blason reste à déterminer.   |